# شاکا هیسلپ
شاکا هیسلپ (انگلیسی: Shaka Hislop؛ زادهٔ ۲۲ فوریهٔ ۱۹۶۹) یک بازیکن فوتبال اهل ترینیداد و توباگو است.
وی همچنین در تیم ملی فوتبال ترینیداد و توباگو بازی کرده‌است.